# Acacia donaldii
Acacia donaldii é uma espécie de leguminosa do gênero Acacia, pertencente à família Fabaceae.